# Алдея-де-Сан-Франсишку-де-Асиш
Алдея-де-Сан-Франсишку-де-Асиш (порт. Aldeia de São Francisco de Assis)  —  район (фрегезия) в Португалии,  входит в округ Каштелу-Бранку. Является составной частью муниципалитета  Ковильян. По старому административному делению входил в провинцию Бейра-Байша. Входит в экономико-статистический  субрегион Кова-да-Бейра, который входит в Центральный регион. Население составляет 692 человека на 2001 год. Занимает площадь 16,24 км².